# 自主循环再现
自主循环再现（英語：Return of spontaneous circulation (ROSC)）是心停止之后出现持续的心跳和呼吸活动。自主循环再现出现的标志包括呼吸、咳嗽、肢体移动、可被感知的脉搏和可被测量的血压。心肺复苏和除颤電擊将增加自主循环再现的机会。
在心肺复苏失败后出现的拉撒路综合症和自激现象也是一种自主循环再现，尽管对心停止者的心肺复苏尝试已经停止。因此，心肺复苏尝试停止后，推荐进行10分钟的被动观察。